# Малігонове
Малі́гонове — село Чогодарівської сільської громади у Березівському районі Одеської області, Україна. Населення становить 427 осіб.
05.02.1965 Указом Президії Верховної Ради Української РСР передано Малігонівську сільраду Фрунзівського району до складу Ширяївського району.

## Населення
Згідно з переписом УРСР 1989 року чисельність наявного населення села становила 539 осіб, з яких 251 чоловік та 288 жінок.
За переписом населення України 2001 року в селі мешкало 427 осіб.

### Мова
Розподіл населення за рідною мовою за даними перепису 2001 року:
| Мова       | Відсоток |
| ---------- | -------- |
| українська | 91,80 %  |
| молдовська | 4,68 %   |
| російська  | 3,51 %   |